# タフア (サモア)
タフア (Tafua) は、サモアのサバイイ島の海沿いにある村。パラウリ行政区に属し、島の南東部にある半島に位置している。人口は408人（2006年国勢調査）。

## タフア熱帯雨林保護区
タフア熱帯雨林保護区は、天然の熱帯雨林の保護を目的として1990年に制定された。これは村の首長（マタイ）が、自然保護活動に関与する3者（シーコロジー財団、女優クリスティ・ブリンクリー、スウェーデン国際開発協力庁）との間で交わした合意に基づくものである。保護の対象には、熱帯雨林の中を通る行路のほか、タフア火山クレーターに至る経路が含まれている。タフア火山クレーターには、希少なサモアオオコウモリが棲息している。この熱帯雨林はまた、いくつかの固有種の生息地域となっている。絶滅危惧種オオハシバトはサモアの国鳥でもある。シーコロジーは地域所得や生活手段の創出を支援するため村に2艘の漁船を出資した。
海岸沿いにあるこの村までは、幹線道路であるサウス・コースト・ロードから6キロメートルほどの距離に位置している。村へ至る道と幹線道路との分岐点から5分ほど車で移動するとサレロロガの町やフェリーターミナルに着くことができる。